# Impuesto sobre Sucesiones y Donaciones (Vizcaya)
En Vizcaya, el impuesto sobre sucesiones y Donaciones se encuentra regulado por la Norma Foral 4/2015, de 25 de marzo, y desarrollado por el Decreto Foral 58/2015, de 21 de abril. Es un impuesto de naturaleza subjetiva y directa, que grava los incrementos patrimoniales obtenidos a título gratuito por las personas físicas, procedentes de transmisiones inter vivos o por causa de muerte.

## Naturaleza y objeto
El Impuesto sobre Sucesiones y Donaciones en Vizcaya, regulado por la Norma Foral 4/2015, de 25 de marzo, del Impuesto sobre Sucesiones y Donaciones, es un impuesto de naturaleza directa y subjetiva, que grava los incrementos patrimoniales obtenidos a título lucrativo por las personas físicas.
Este impuesto tiene el carácter de tributo concertado de naturaleza autónoma, cuya exacción corresponde a la Diputación Foral de Vizcaya, conforme a la expresa atribución recogida en la Ley de Concierto Económico. (Ley 12/2002, de 23 de mayo, por la que se aprueba el Concierto Económico con la Comunidad Autónoma del País Vasco).

## Ámbito de aplicación
Estará obligado al pago de este impuesto a título de contribuyente, quien herede, quien reciba una donación, y quien sea beneficiario de un seguro de vida, independientemente de que sean personas físicas o jurídicas, cuando tengan su residencia en el Territorio Histórico de Vizcaya o, tratándose de bienes inmuebles se encuentren radicados en dicho territorio. De igual manera, tendrá la consideración de residente a efectos fiscales, la persona física que residiendo en el extranjero más de 183 días al año natural, tenga el núcleo de sus actividades económicas en el País Vasco.

## Hecho imponible
Constituye el hecho imponible la adquisición de bienes y derechos, por herencia, legado o cualquier otro título sucesorio; por donación o cualquier otro negocio jurídico inter vivos; o la percepción de cantidades por el beneficiario de un seguro de vida, cuando éste sean persona diferente al contratante.
A efectos de este impuesto, además de la herencia y el legado, se consideran títulos sucesorios:
- La donación mortis causa.
- Los contratos o pactos sucesorios.
- Los pactos sucesorios de renuncia.[3]
- Los actos resultantes del Alkar Poderoso.
- La designación de sucesor en capitulaciones matrimoniales.
- Los que atribuyan el derecho a percibir cantidades de las empresas por fallecimiento de sus empleados.

## Devengo
- En las adquisiciones mortis causa, el impuesto se devengará el día del fallecimiento del causante o del asegurado, o en su caso el día que resulte firme la declaración de fallecimiento.[4] En las herencias deferidas por Alkar Poderoso, cuando se haga uso irrevocable del poder, o cuando éste se extinga.
- En las adquisiciones lucrativas inter vivos, el día en que se celebre el contrato.

- En las disposiciones a título gratuito de los derechos sucesorios del instituido en vida del instituyente, ya sean inter vivos o mortis causa, el día del fallecimiento del instituyente.

- En las adquisiciones de cantidades por el beneficiario de un seguro de vida, el día en que sea exigible la cantidad a recibir, o tratándose de varias, el día en que sea exigible la primera de ellas.

- En las adquisiciones suspendidas por cualquier tipo de condición o limitación, cuando éstas se cumplan o desaparezcan.

## Base Imponible
En las transmisiones mortis causa, así como en las donaciones y demás transmisiones lucrativas inter vivos, constituirá la base imponible del impuesto el valor neto de la adquisición individual de cada heredero o legatario, tomando como referencia su valor real, y deducidas las cargas, gastos y deudas.
En las percepciones derivadas de seguros de vida, constituirá la base imponible, las cantidades percibidas por cada beneficiario.

## Base Liquidable
La base liquidable será el resultado de aplicar a la base imponible las correspondientes reducciones.
1. Reducción por parentesco
  - Grupo I: Adquisiciones por el cónyuge o pareja de hecho, descendientes o ascendientes en línea recta por consanguinidad o adoptantes o adoptados, 400.000 euros.
  - Grupo  II: Adquisiciones por colaterales de segundo grado por consanguinidad, 40.000 euros.
  - Grupo  III: Adquisiciones por colaterales de tercer grado por consanguinidad, ascendientes y descendientes por afinidad, incluidos los resultantes de la constitución de una pareja de hecho, 20.000 euros.
  - Grupo IV: Adquisiciones por colaterales de cuarto grado, colaterales de segundo y tercer grado por afinidad, grados más distantes y extraños, no hay lugar a reducción.
2. Reducción por cantidades percibidas de seguros de vida
  - 400.000 euros, cuando sea el señalado en el grupo I.
  - El 50 por 100 con el límite de 200.000 euros, cuando sea el señalado en los grupos II y III.
  - El 10 por 100 con el límite de 40.000 euros, cuando sea el señalado en el grupo IV.
3. Reducciones por vivienda habitual
  - La adquisición ya sea intervivos o mortis causa de derechos sobre una vivienda en la que el adquirente hubiese convivido con el transmitente durante los dos años anteriores a la transmisión, llevará aparejada una reducción del 95% con un límite máximo de 215.000€.
4. Otras.

## Cuota íntegra
Se obtendrá aplicando a la base el tipo correspondiente en función de los grados de parentesco. (Citados en el apartado 6.I)
- Grupo I: Será de aplicación el tipo impositivo del 1,5 por 100.
- Grupo II y III (siguiente tabla)

| Base liquidable hasta (€) | Cuota íntegra (€) | Resto base liquidable hasta (€) | Tipo % |
| ------------------------- | ----------------- | ------------------------------- | ------ |
| 0,00                      | 0,00              | 9.230,00                        | 5,70   |
| 9.230,00                  | 526,11            | 18.450,00                       | 7,98   |
| 27.680,00                 | 1.998,42          | 18.450,00                       | 10,26  |
| 46.130,00                 | 3.891,39          | 46.110,00                       | 12,54  |
| 92.240,00                 | 9.673,58          | 92.220,00                       | 15,58  |
| 184.460,00                | 24.041,46         | 276.650,00                      | 19,38  |
| 461.110,00                | 77.656,23         | 461.080,00                      | 23,18  |
| 922.190,00                | 184.534,57        | 1.383.230,00                    | 28,50  |
| 2.305.420,00              | 578.755,12        | En adelante                     | 34,58  |

- Grupo IV (siguiente tabla)

| Base liquidable hasta (€) | Cuota íntegra (€) | Resto base liquidable hasta (€) | Tipo % |
| ------------------------- | ----------------- | ------------------------------- | ------ |
| 0,00                      | 0,00              | 9.230,00                        | 7,60   |
| 9.230,00                  | 701,48            | 18.450,00                       | 10,64  |
| 27.680,00                 | 2.664,56          | 18.450,00                       | 13,68  |
| 46.130,00                 | 5.188,52          | 46.110,00                       | 16,72  |
| 92.240,00                 | 12.898,11         | 92.220,00                       | 20,52  |
| 184.460,00                | 31.821,66         | 276.650,00                      | 25,08  |
| 461.110,00                | 101.205,48        | 461.080,00                      | 29,64  |
| 922.190,00                | 237.869,59        | 1.383.230,00                    | 35,72  |
| 2.305.420,00              | 731.959,34        | En adelante                     | 42,56  |

## Gestión del impuesto
El contribuyente deberá presentar la correspondiente declaración tributaria o autoliquidación ante la Oficina Liquidadora, o bien presentarla por vía telemática, en el modelo habilitado al efecto por el Diputado Foral de Hacienda y Finanzas. Junto con la declaración o  autoliquidación se acompañará copia auténtica y copia simple del documento en que conste el acto sujeto a tributación. Si el documento fuera privado, se adjuntarán por duplicado, original y copia del mismo para su cotejo.

## Plazo de presentación
Tratándose de adquisiciones mortis causa, o por cualquier título sucesorio, el plazo de presentación será de un año desde el fallecimiento del causante, o desde la firmeza de la declaración de fallecimiento. El mismo plazo se aplicará a las adquisiciones de usufructo pendientes del fallecimiento del usufructuario.
Para el resto de supuestos, el plazo será de treinta días hábiles.
En el caso de adquisiciones sujetas a Alkar poderoso, los plazos empezarán a contar desde el día en que se haga uso irrevocable del poder o se produzca alguna de las causas de extinción del mismo.

## Pago del impuesto
El plazo para el pago de las liquidaciones practicadas por la Administración, es de un mes desde la fecha de notificación.
Si se hubiese presentado autoliquidación, el pago habrá de efectuarse dentro de los plazos destinados a su presentación, de un año o treinta días hábiles, según los casos. 
El pago, por regla general, se realizará en efectivo. Si bien, excepcionalmente, la Administración tributaria podría admitir el pago en especie.

## Régimen sancionador
La presentación fuera de plazo de las declaraciones o autoliquidaciones será sancionada con una multa que va desde los 600€ hasta los 9.000€ por cada contribuyente.
El incumplimiento por el comisario de las obligaciones dentro de plazo referidas al Alkar poderoso, lleva aparejada multa de 600€ a 9.000€